# العزلة (إب)
العزلة هي إحدى قرى الجمهورية اليمنية. وهي تتبع جغرافيًا لمحافظة إب. وإداريًا لمديرية مذيخرة. يبلغ تعداد سكانها 1917 نسمة حسب الإحصاء الذي جرى عام 2004.